# Pieter van Vollenhoven
Pieter van Vollenhoven, Jr. (sinh ngày 30 tháng 4 năm 1939 tại Schiedam) là chồng của Margriet của Hà Lan. Bên cạnh đó, ông còn là một thành viên của Hoàng gia Hà Lan.

## Tiểu sử
Pieter van Vollenhoven là con trai thứ hai của Pieter van Vollenhoven, Sr. (1897-1977) và Jacoba Gijsbertha Stuylingh de Lange (1906-1983).
Sau khi tốt nghiệp trung học tại một trường trung học ở Rotterdam, ông theo học ngành Luật tại trường Đại học Leiden. Năm 1965, sau khi tốt nghiệp đại học, ông trở thành nhân viên pháp lý cho Hội đồng Nhà nước Hà Lan. Năm 1966, ông tham gia thực hiện nghĩa vụ quân sự tại Lực lượng Không quân Hoàng gia Hà Lan và lấy được bằng phi công quân sự một năm sau đó.

## Chức vụ
Pieter van Vollenhoven từng được biết đến với cương vị là Chủ tịch của Ủy ban An toàn Hà Lan cho đến khi ông về hưu năm 2011. Bên cạnh đó, ông từng được mục sư Tjerk Westerterp bổ nhiệm làm Chủ tịch của Ủy ban An toàn Giao thông đường bộ và Ủy ban Tai nạn Đường sắt. Sau vụ tai nạn máy bay El Al 1862 và máy bay Hercules 1996 của Lực lượng Không quân Bỉ, Hội đồng An toàn Giao thông (tiếng Hà Lan: Raad voor de Transportveiligheid) đã được thành lập dựa trên sự sáp nhập Ủy ban An toàn Giao thông Đường bộ và Ủy ban Tai nạn Đường sắt, nhằm chịu trách nhiệm điều tra nguyên nhân của hai vụ tai nạn nói trên. Lúc đó, Pieter van Vollenhoven nhận ra rằng, đất nước nên có một Ủy ban riêng chuyên điều tra các vụ tai nạn liên quan đến vấn đề an toàn giao thông. Suy nghĩ này của ông sau đã được trình lên Quốc hội và được Quốc hội thông qua. Theo đó, Chính phủ đã sáp nhập Hội đồng An toàn Giao thông thành một Ủy ban An toàn chung, với Pieter van Vollenhoven là Chủ tịch đầu tiên.
Với nhiều năm kinh nghiệm trong lĩnh vực An toàn Giao thông, ngày 1 tháng 10 năm 2005, Pieter đã được Đại học Twente mời về làm Giáo sư giảng dạy. Tại đây, ông đồng thời được bổ nhiệm vào Ban Nghiên cứu Chính sách, một nhóm nhỏ của Ban Quản lý Rủi ro.
Năm 1989, Pieter đã thành lập, đồng thời cũng trở thành Chủ tịch của Quỹ Hỗ trợ Nạn nhân Hà Lan. Ngoài ra, ông còn đảm nhiệm vai trò Chủ tịch của Quỹ Nationaal Groenfonds, Hiệp hội Cảnh sát và An toàn, Quỹ Phục hồi Quốc gia, Ủy ban An toàn Giao thông Quốc tế; và là thành viên của Hội đồng An toàn Giao thông châu Âu.

### Hoạt động tiêu biểu
Với vai trò là Chủ tịch của Ủy ban An toàn, Pieter van Vollenhoven đã từng tham gia vào công cuộc điều tra vụ Schipholbrand - một vụ cháy tại cơ sở của những người di dân bất hợp pháp ở Hà Lan. Báo cáo cuối cùng về những bằng chứng phá hoại được tìm thấy trong vụ cháy có liên quan đến các Bộ trưởng Hà Lan là Piet Hein Donner và Sybilla Dekker đã được Pieter công bố vào ngày 21 tháng 9 năm 2006. Kết quả là cả Donner và Dekker đều nộp đơn xin từ chức. Tuy nhiên, mặc dù có liên quan đến vụ việc nói trên nhưng Bộ trưởng Rita Verdonk lại không chấp nhận từ chức.
Van Vollenhoven cũng từng chỉ huy đội điều tra của Ủy ban An toàn trong vụ tai nạn của chuyến bay 1951 của Turkish Airlines. Vụ điều tra đã khiến cho mối quan hệ giữa ông và Bộ Tư pháp trở nên căng thẳng sau khi cơ quan này yêu cầu được truy cập các thông tin trong hộp đen của chiếc máy bay bị nạn nhưng đã bị ông từ chối. Ông cho rằng tại thời điểm đó, không có chứng cứ nào chứng minh rằng vụ tai nạn xảy ra là do phá hoại hay cuộc điều tra của Bộ An toàn sẽ là mối đe dọa pháp lý đối với các cá nhân, nên việc truy cập thông tin của Bộ Tư pháp là không cần thiết.

## Sở thích
Ngoài tài năng nghiên cứu và điều tra trong lĩnh vực an toàn giao thông, Pieter van Vollenhoven còn là một nghệ sĩ dương cầm xuất sắc. Năm 1986, ông cùng với hai nghệ sĩ dương cầm nổi tiếng trong nước là Pim Jacobs và Louis van Dijk thành lập nhóm De Gevleugelde Vrienden. Nhóm đã từng tham gia trình diễn ở gần 20 buổi hòa nhạc trong và ngoài nước. Số tiền thu được từ các buổi hòa nhạc đều được đưa vào Quỹ Hỗ trợ Nạn nhân. Bên cạnh đó, nhóm còn nhận được bốn đĩa vàng cho các phần trình diễn của mình. Sau khi nghệ sĩ Pim Jacobs qua đời, nhóm nhạc vẫn tiếp tục hoạt động với sự gia nhập của thành viên mới là Koos Mark.
Bên cạnh đó, van Vollenhoven cũng là một phi công nhảy cầu điêu luyện. Ông gần như đã bị mất một đốt của ngón trỏ phải trong một lần nhảy cầu năm 2005. Tuy nhiên, các bác sĩ đã thành công trong việc nối lại đốt ngón tay cho ông.
Ngoài ra, ông còn rất hứng thú với việc chụp ảnh. Ông từng bán những bộ lịch có hình chụp của mình để giúp đỡ cho Quỹ Hỗ trợ Nạn nhân vào năm 2008 và 2009.

## Hôn nhân

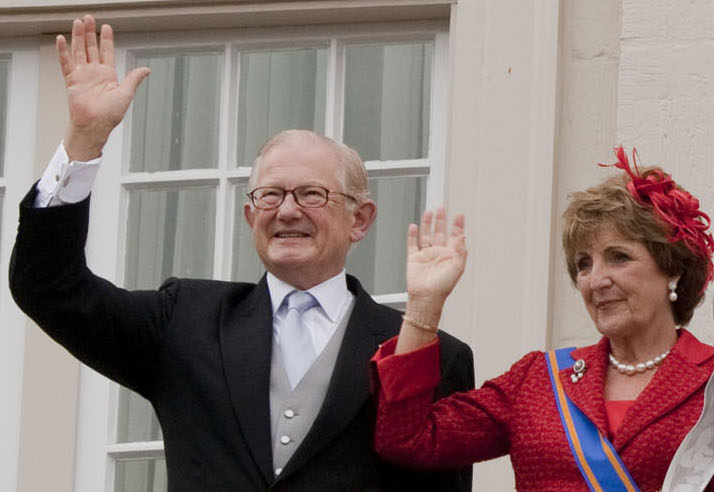
Pieter van Vollenhoven và Công chúa Margriet trong ngày Prinsjesdag năm 2011

Ngày 10 tháng 1 năm 1967, lễ cưới của Pieter van Vollenhoven và Margriet của Hà Lan đã được tổ chức tại Nhà thờ Thánh Jacobs. Sau lễ cưới, ông trở thành thành viên thường dân đầu tiên không có gốc gác hoàng tộc hoặc quý tộc của Triều đình Hoàng gia Hà Lan. Ông không được ban cho bất cứ tước hiệu hoàng gia nào nên danh hiệu chính thức của ông chỉ thường là "Quý ông van Vollenhoven" hoặc "Giáo sư van Vollenhoven".
Sau khi kết hôn, ông và vợ dọn đến sống ở một căn nhà nằm trong khuôn viên của Cung điện Het Loo. Họ có với nhau 4 người con trai:
- Maurits Willem Pieter Hendrik (sinh ngày 17 tháng 4 năm 1968), kết hôn với Marilène van den Broek và có với nhau 3 người con
- Bernhard Lucas Emmanuel (sinh ngày 25 tháng 12 năm 1969), kết hôn với Annette Sekrève và có với nhau 3 người con
- Pieter-Christiaan Michiel (sinh ngày 22 tháng 3 năm 1972), kết hôn với Anita van Eijk và có với nhau 2 người con
- Floris Frederik Martijn (sinh ngày 10 tháng 4 năm 1975), kết hôn với Aimée Söhngen và có với nhau 3 người con